# خاک‌آهک

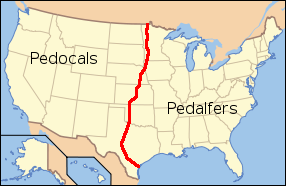
مرز میان خاک‌آهک (پدوکال) و خاک‌آهن (پدالفر) در آمریکا که ماربوت ترسیم کرده در نزدیکی نصف‌النهار ۹۸ درجه و محدوده بارش سالانه ۳۰ اینچ قرار دارد.

خاک‌آهک (pedocal) خاک نواحی خشک یا نیمه‌خشک است که سرشار از کلسیم است.
خاک‌آهک گروه بزرگی از خاک‌ها است که در فرایند تشکیل آن‌ها عنصر کلسیم انباشته شود. این خاک‌ها در مناطق خشک و نیمه‌خشک قرار دارند و به دلیل کم بودن آب‌شویی در این مناطق دارای تجمع کربنات کلسیم CaCO3 هستند. در این خاک‌ها لایه‌های سخت و متراکم زغال هم یافت می‌شود.
در مناطق بیابانی کمبود بارندگی، سازندهای زمین‌شناسی تبخیری دارای املاح، فزونی تبخیر از سطح خاک سبب تجمع نمک‌های محلول در سطح خاک می‌شود، همچنین بعلت بارندگی کم ممکن است سطح خاک توسط رسوبات بادی در نتیجه فرسایش بادی پوشیده شود. بنابراین خاک‌های مناطق خشک برعکس خاک‌های مناطق مرطوب که خاک‌آهن‌های آب‌شویی شده می‌باشند، خاک‌آهکی هستند.
شانتز (۱۹۵۶) عقیده دارد که خاک‌آهک‌ها بیش از ۴۳ درصد سطح زمین را پوشانده‌اند.
در طبقه‌بندی‌های قدیمی، دو دسته خاک دیگری که در برابر خاک‌آهک قرار می‌گیرند خاک‌آهن pedalfer و لاتریت Laterite هستند. خاک‌آهن خاک نواحی مرطوب و گرم است که سرشار از آلومینیوم‌اند. لاتریت نوعی خاک حاوی مقدار زیادی آهن و آلومینیوم است که در مناطق گرم و مرطوب گرمسیری شکل می‌گیرد.